# Jelly Belly-Maxxis
L'equip Jelly Belly-Maxxis, (codi UCI: JBC) és un equip ciclista professional dels Estats Units de categoria Continental.

## Història
L'equip va ser creat el 1999, i des del 2000 està patrocinat per l'empresa de llaminadures Jelly Belly. És l'equip estatunidenc més antic que encara està en actiu.

## Principals victòries
- Tour de Hong Kong Shanghai: James Meadley (2007)
- Redlands Classic: Andrew Bajadali (2007)
- Tour de Corea: Michael Friedman (2010)
- Tour de Tailàndia: Kiel Reijnen (2010)
- Tour de Gila: Lachlan Morton (2016)
- Tour de Utah: Lachlan Morton (2016)
- Tour de Xingtai: Jacob Rathe (2017)

### Grans Voltes
- Tour de França
  - 0 participacions

- Giro d'Itàlia
  - 0 participacions

- Volta a Espanya
  - 0 participacions

## Composició de l'equip
| \| Llista de l'equip 2017 \| Llista de l'equip 2017 \| Llista de l'equip 2017 \| Llista de l'equip 2017 \| \| Ciclista \| Data de naixement \| Equip previ \| \| \| --------------------------------------- \| ---------------------- \| ---------------------------------------- \| ---------------------- \| \| Sean Bennett \| 31 de març de 1996 \| An Post-ChainReaction (2016) \| \| \| Joshua Berry \| 1 de desembre de 1990 \| SmartStop (2014) \| \| \| Ulises Castillo \| 5 de març de 1992 \| Start Vaxes-Partizan Cycling Team (2016) \| \| \| Jordan Cheyne \| 2 de octubre de 1991 \| \| \| \| Angus Morton \| 11 de juliol de 1989 \| \| \| \| Jacob Rathe \| 13 de març de 1991 \| Garmin-Sharp (2013) \| \| \| Michael Sheehan \| 6 de març de 1992 \| \| \| \| Taylor Sheldon \| 31 de març de 1987 \| 5-Hour Energy (2014) \| \| \| Serghei Țvetcov \| 29 de desembre de 1988 \| Androni Giocattoli-Sidermec (2016) \| \| \| Ben Wolfe \| 15 de juliol de 1993 \| \| \| \| Keegan Swirbul \| 2 de setembre de 1995 \| Axeon (2015) \| \| \| \| \| \| \| \| Fonts: ProCyclingStats Cycling Quotient \| \| \| \| |                        |                                          |  |
| Llista de l'equip 2017 |                        |                                          |  |
| Ciclista | Data de naixement      | Equip previ                              |  |
| Sean Bennett | 31 de març de 1996     | An Post-ChainReaction (2016)             |  |
| Joshua Berry | 1 de desembre de 1990  | SmartStop (2014)                         |  |
| Ulises Castillo | 5 de març de 1992      | Start Vaxes-Partizan Cycling Team (2016) |  |
| Jordan Cheyne | 2 de octubre de 1991   |                                          |  |
| Angus Morton | 11 de juliol de 1989   |                                          |  |
| Jacob Rathe | 13 de març de 1991     | Garmin-Sharp (2013)                      |  |
| Michael Sheehan | 6 de març de 1992      |                                          |  |
| Taylor Sheldon | 31 de març de 1987     | 5-Hour Energy (2014)                     |  |
| Serghei Țvetcov | 29 de desembre de 1988 | Androni Giocattoli-Sidermec (2016)       |  |
| Ben Wolfe | 15 de juliol de 1993   |                                          |  |
| Keegan Swirbul | 2 de setembre de 1995  | Axeon (2015)                             |  |
| |                        |                                          |  |
| Fonts: ProCyclingStats Cycling Quotient |                        |                                          |  |

## Classificacions UCI

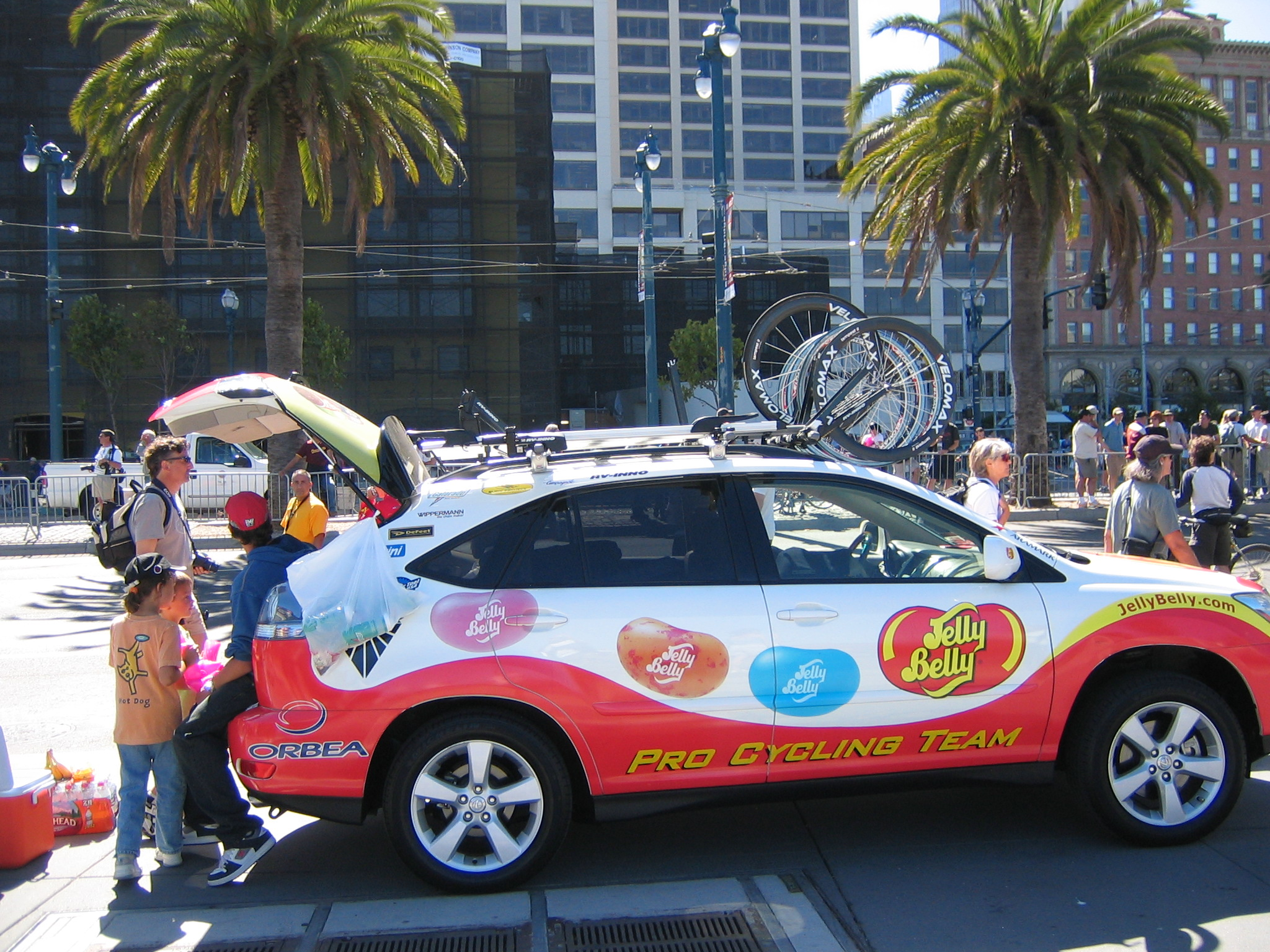
El cotxe de l'equip al 2004

Fins al 1998 els equips ciclistes es trobaven classificats dins l'UCI en una única categoria. El 1999 la classificació UCI per equips es dividí entre GSI, GSII i GSIII. D'acord amb aquesta classificació els Grups Esportius I són la primera categoria dels equips ciclistes professionals. La següent classificació estableix la posició de l'equip en finalitzar la temporada.
| Temporada | Classificació per equips | Millor ciclista en la classificació individual |
| --------- | ------------------------ | ---------------------------------------------- |
| 1999      | 14è (GSIII)              | Steve Hegg (835è)                              |
| 2000      | 8è (GSIII)               | Eddy Gracus (615è)                             |
| 2001      | 15è (GSIII)              | Eddy Gracus (472è)                             |
| 2002      | 37è (GSIII)              | Mariano Friedick (1026è)                       |
| 2003      | 53è (GSIII)              | Mariano Friedick (1112è)                       |
| 2004      | 21è (GSIII)              | Jonas Carney (593è)                            |

L'equip participa en les proves dels circuits continentals i principalment en les curses del calendari de l'UCI Amèrica Tour. Aquesta taula presenta les classificacions de l'equip als circuits, així com el seu millor corredor en la classificació individual.
UCI Amèrica Tour
| Temporada | Classificació per equips | Millor ciclista en la classificació individual |
| --------- | ------------------------ | ---------------------------------------------- |
| 2005      | 4t                       | Danny Pate (27è)                               |
| 2006      | 11è                      | Caleb Manion (82è)                             |
| 2007      | 27è                      | Alex Candelario (153è)                         |
| 2008      | 21è                      | Charles Bradley Huff (43è)                     |
| 2010      | 14è                      | Will Routley (46è)                             |
| 2011      | 22è                      | Ken Hanson (48è)                               |
| 2012      | 26è                      | Charles Bradley Huff (75è)                     |
| 2013      | 8è                       | Fred Rodriguez (18è)                           |
| 2014      | 9è                       | Serghei Ţvetcov (6è)                           |
| 2015      | 15è                      | Gavin Mannion (34è)                            |
| 2016      | 4t                       | Lachlan Morton (6è)                            |
| 2017      | 4t                       | Serghei Ţvetcov (1r)                           |

UCI Àsia Tour
| Temporada | Classificació per equips | Millor ciclista en la classificació individual |
| --------- | ------------------------ | ---------------------------------------------- |
| 2007      | 20è                      | James Meadley (23è)                            |
| 2008      | 41è                      | Nicholas Sanderson (130è)                      |
| 2009      | 16è                      | Charles Bradley Huff (130è)                    |
| 2010      | 5è                       | Kiel Reijnen (12è)                             |
| 2011      | 27è                      | Charles Bradley Huff (77è)                     |
| 2012      | 37è                      | Charles Bradley Huff (111è)                    |
| 2014      | 65è                      | Luis Lemus (183è)                              |
| 2016      | 86è                      | Lachlan Morton (413è)                          |
| 2017      | 45è                      | Jacob Rathe (170è)                             |

UCI Europa Tour
| Temporada | Classificació per equips | Millor ciclista en la classificació individual |
| --------- | ------------------------ | ---------------------------------------------- |
| 2014      | 114è                     | Nic Hamilton (77è)                             |

UCI Oceania Tour
| Temporada | Classificació per equips | Millor ciclista en la classificació individual |
| --------- | ------------------------ | ---------------------------------------------- |
| 2006      | 26è                      | Alex Candelario (82è)                          |
| 2009      | 15è                      | Will Routley (33è)                             |
| 2010      | 14è                      | Bernard Van Ulden (82è)                        |
| 2011      | 8è                       | William Dickeson (12è)                         |
| 2015      | 14è                      | Angus Morton (46è)                             |